# Нагольно-Тарасовка
Наго́льно-Тара́совка (укр. Нагольно-Тарасівка) — посёлок, относится к Ровеньковскому городскому совету Луганской области Украины. С 2014 года контролируется самопровозглашённой Луганской Народной Республикой.

## География
Посёлок расположен на реке Нагольной. Ближайшие населённые пункты: на западе — сёла Ульяновка и Грибоваха, Дарьевка, Марьевка, Новодарьевка, Благовка, Платоновка (ниже по течению Нагольной); на юге — Зеленополье, Любимое, Верхнетузлово, Новоборовицы; на юго-востоке — посёлок Иващенко и село Карпово-Крепенское; на востоке — село Берёзовка и посёлок Калининский; на северо-востоке — сёла Матвеевка и Антракоп, посёлки Киселёво и Шахтёрское; на севере — посёлки Дзержинский и Новодарьевка; на северо-западе — Ровеньки.

## Население
Численность жителей на 01.01.1989 г. 2291 человек. На 01.01.2013 — 2105 чел..	На 01.01.2019 — 2060 чел..

## История
Слобода Нагольная Луковкина была основана в 1775 году видным военачальником — полковником Войска Донского Амвросием Луковкиным, получившим позволение Войскового правительства основать селение на берегу р. Нагольной. Через 12 лет его сын — Гавриил Амвросиевич Луковкин, построил в слободе, на берегу речки Свято-Успенский храм, освящённый 9 сентября 1788 года.
В Списке населённых мест Области Войска Донского по переписи 1873 года значится: Миусского округа ОВД — Нагольная слобода, при р. Нагольной, в 170 верстах от окружной станицы и 35 от Есауловской почтовой станции; число жителей 1596 чел., 226 дворовых хозяйства и 2 отдельных дома, в хозяйствах насчитывалось: 78 плугов, 162 лошади, 315 пар волов, 2072 овцы.
В «Алфавитном списке населённых мест ОВД 1915 года», под № 4155 значится: Нагольно-Тарасовская слобода, Нагольно-Тарасовской волости, при р. Нагольной; число дворов 183, жителей: муж. пола 807, жен. пола 818; в ней: волостное и сельское правление, Церковь православная; земская школа, Церковно-приходская школа.
В ноябре 1917 года в селе была установлена советская власть. 28 октября 1938 года Нагольно-Тарасовка получила статус посёлка городского типа. В годы Великой Отечественной войны 392 жителя села ушли на фронт, воевали с немецко-фашистскими захватчиками, из них за мужество и героизм орденами и медалями награждены 363 человека, 72 воина погибли в боях за Родину. В 1956 году, в память о героях той войны, на главной площади посёлка открыт памятник.
23 декабря 1929 года по решению новой власти сельский православный храм был закрыт, впоследствии и в ней был устроен клуб; при немецкой оккупации 1942-43 г. храм стал действующим, затем опять в 1963 г. был закрыт, и был отдан под школьный спортзал. 30 марта 1992 года на VII сессии поселкового совета было принято решение вернуть здание церкви верующим.

## Инфраструктура
В настоящее время[когда?] в посёлке помимо общеобразовательного учреждения действуют дом культуры с залом на 360 мест, библиотека; медицинский и аптечный пункты; отделение почтовой связи; торговые предприятия (магазины).

## Образование
Ещё в 1870-е годы в Нагольно-Тарасовке открылась земская школа — одноклассное народное училище ведомства Министерства народного просвещения, чуть позже — сельская церковно-приходская школа. C изменением политического строя — советская власть изменила систему образования: обучение детей вначале стало семиклассным, а затем — десятиклассным. В 1980-е годы в поселковой школе обучалось более 500 чел. учащихся, педагогический коллектив — 37 учителей.
В 2000 году создано Государственное общеобразовательное учреждение «Нагольно-Тарасовский учебно-воспитательный комплекс им. В. Ф. Субботина» (ныне — ГОУ ЛНР НТУВС) — одно из первых учебных заведений нового типа. Целями которого стало объединение усилий двух педагогических коллективов школы и поселкового детского сада — в непременном союзе с родителями, для воспитания и обучения детей «как единой семьи».
Одним из аспектов работы ГОУ стала популяризация научных знаний об окружающей среде и природе родного края, привитие любви к малой родине. Уже в 2004 году в стенах гоу был создан «Музей природы», где оформлено 6 экспозиций, в том числе: «Природа глазами детей», «Природа Луганщины в геологическом прошлом и теперь», «Чудесный подводный мир» и др..